# Браун, Розмари (политик)
Розмари Браун (англ. Rosemary Brown, 17 июня 1930 года — 26 апреля 2003 года) — канадский политик, офицер ордена Канады, ордена Британской Колумбии. Она была первой чёрной женщиной-представителем в легислатуре провинции Канады и баллотирующейся в лидеры федеральной политической партии.

## Биография
Розмари Браун (при рождении Уедербёрн) родилась на Ямайке в 1930 году. Она выросла в доме своей бабушки. В 1951 году было решено отправить Розмари учится в Университет Макгилла в Канаде. Из-за расовых предрассудков ей было тяжело найти место для жилья. После окончания бакалавриата в 1955 году она вышла замуж Билла Брауна. Они переехали в Ванкувер.
Розмари работала и воспитывала трёх детей, её муж работал психиатром. Пара стала активным членом Ассоциации Британской Колумбии цветных людей, противодействующих расизму. Как только ей позволило финансовое положение Розмари вернулась к учёбе и в Университете Британской Колумбии стала магистром социальной работы. Роман Бетти Фридан вдохновил её стать феминисткой и отстаивать права как расовых меньшинств, так и женщин. Розмари была одним из основателей женского сообщества Ванкувера и уполномоченной по реализации нескольких проектов сообщества. Лидер Новой демократической партии Британской Колумбии Дейв Баррет предложил Браун баллотироваться во время следующих выборов, и в 1972 году Розмари стала первой чёрной женщиной, избранной в легислатуру Британской Колумбии. Она была представителем до 1986 года.
Во время своей политической работы, Браун играла важную роль в улучшении условий дискриминируемых групп населения. Её работа привела к многим изменениям, включая рост количества женщин, назначенных в государственные комиссии и организация комитета по уменьшению сексизма и расизма в школьных учебниках. В 1975 году она стала первой канадской женщиной, которая баллотировалась в лидеры федеральной политической партии, она проиграла только Эду Бродбенту.
После ухода из политики в 1986 году Розмари приняла позицию профессора в университете Саймона Фрейзера. Она работала в руководстве Обозревателе канадской службы разведки и стала главным уполномоченным Комиссии по правам человека Онтарио. Розмари Браун получила множество наград: Орден Канады (офицер, 1996), Орден Британской Колумбии (1995), пятнадцать почётных докторских степеней. Она была членом ассоциации прав человека ООН. В 1999 году почта Канады выпустила марку с её изображением. Розмари написала автобиографию под названием «Being Brown: A Very Public Life». Браун умерла от сердечного приступа в 2003 году.